# Хронологија ДФЈ и КПЈ јул 1945.
Хронолошки преглед важнијих догађаја везаних за друштвено-политичка дешавања у Демократској Федеративној Југославији (ДФЈ) и деловање Комунистичке партије Југославије (КПЈ), као и општа политичка, друштвена, спортска и културна дешавања која су се догодила у току јула месеца 1945. године.
| ← јун | ← јун | ← јун | ← јун | ← јун | ← јун | ← јун | ← јун | ← јун | Хронологија ДФЈ и КПЈ током 1945. године | Хронологија ДФЈ и КПЈ током 1945. године | Хронологија ДФЈ и КПЈ током 1945. године | Хронологија ДФЈ и КПЈ током 1945. године | Хронологија ДФЈ и КПЈ током 1945. године | Хронологија ДФЈ и КПЈ током 1945. године | Хронологија ДФЈ и КПЈ током 1945. године | Хронологија ДФЈ и КПЈ током 1945. године | Хронологија ДФЈ и КПЈ током 1945. године | Хронологија ДФЈ и КПЈ током 1945. године | Хронологија ДФЈ и КПЈ током 1945. године | Хронологија ДФЈ и КПЈ током 1945. године | Хронологија ДФЈ и КПЈ током 1945. године | Хронологија ДФЈ и КПЈ током 1945. године | Хронологија ДФЈ и КПЈ током 1945. године | август → | август → | август → | август → | август → | август → | август → |
| 1     | 2     | 3     | 4     | 5     | 6     | 7     | 8     | 9     | 10                                       | 11                                       | 12                                       | 13                                       | 14                                       | 15                                       | 16                                       | 17                                       | 18                                       | 19                                       | 21                                       | 21                                       | 22                                       | 23                                       | 24                                       | 25       | 26       | 27       | 28       | 29       | 30       | 31       |

### 1. јул
- У Београду, од 1. до 4. јула, одржан Први конгрес Јединствених синдиката радника и намештеника Србије, на коме је донета Резолуција и изабрано ново руководство — Земаљски одбор и Извршни одбор. За председника Извршног одбора изабран је Душан Петровић Шане, за потпредседнике Раша Ранђеловић и Крсто Филиповић, а за секретара Десимир Јововић.[1]

### 4. јул
- У Сарајеву, исцрпљен ратним напорима, преминуо Васо Мискин Црни (1918—1945) секретар Месног комитета КПЈ за Сарајево и члан Покрајинског комитета КПЈ за Босну и Херцеговину. Пар дана након смрти, 26. јула проглашен је за народног хероја.[2]

### 8. јул
- У Војводини одржани избори за месне и градске Народноослободилачке одборе. На изборима је гласало 735.049 бирача или 83,02%. Највише гласова освојили су кандидати са листе Јединственог народноослободилачког фронта Војводине.[3]
- У Призрену од 8. до 10. јула одржана прва редовна седница Обласног народноослободилачког одбора Аутономне Области Косова и Метохије. На седници је донета Резолуција о прикључењу Косова и Метохије Федералној Држави Србији, а затим су изабрани посланици за Народну скупштину Србије, као и посланици за Антифашистичко веће народног ослобођења Југославије. АВНОЈ је 10. јула потврдио Резолуцију прикључењу Косова и Метохије Србији.[3]
- У Београду, од 8. до 15. јула, одржан Први конгрес Антифашистичке омладине Балкана коме су присуствовале делегације антифашистичке омладине Албаније, Бугарске, Грчке, Југославије и Румуније. На Конгресу је поднето неколико реферата, а на крају је донета Резолуција и упућен Проглас омладини Балкана.[3]

### 15. јул
- У Љубљани, 15. и 16. јула, одржан Први конгрес Ослободилачког фронта Словеније (словен. Osvobodilna fronta Slovenije) који је представљао завршетак борбе за ослобођење и уједињење словеначког народа. На Конгресу је дошло до измена организационог облика ове организације, која је на Првом конгресу Народног фронта Југославије, августа исте године постала његов саставни део. За председника Извршног одбора организације изабран је Јосип Видмар, за потпредседнике Едвард Кардељ, Јосип Рус и Едвард Коцбек, а за секретара Борис Кидрич.[3]

### 21. јул
- У Загребу, од 21. до 23. јула, одржан Први конгрес Антифашистичког фронта жена Хрватске. Конгресу су пристуствовали делегати из читаве Хрватске, а као почасни гости присуствовали су председник ЗАВНОХ Владимир Назор, председник Владе Федералне Хрватске Владимир Бакарић и председница АФЖ Југославије Спасенија Цана Бабовић. Реферате на Конгресу су поднеле Анка Берус и Маца Гржетић, а на крају Конгреса изабран је Централни одбор од 116 чланица, за чију председницу је изабрана Маца Гржетић.[4]

### 24. јул
- У Загребу, 24. и 25. јула, одржано Четврто заседање Земаљског антифашистичког већа народног ослобођења Хрватске (ЗАВНОХ) на ком је ЗАВНОХ променио назив у Хрватски народни сабор. Функцију председника Председништва Народног сабора преузео је дотадашњи председник ЗАВНОХ песник Владимир Назор. На овој седници формирана је нова Влада Федералне Хрватске у коју су ушли и представници опозиције, док је  председник Владе и даље остао Владимир Бакарић.[4]

### 30. јул
- У Новом Саду, 30. и 31. јула, одржана Скупштина изасланика народа Војводине на којој је одлучено да се аутономна Војводина припоји Федералној Држави Србији. На скупштини су изабрани чланови новог Главног народноослободилачког одбора Војводине, као и 26 делегата за Антифашистичко веће народног ослобођења Југославије. АВНОЈ је 10. августа потврдио одлуку о прикључењу Војводине Србији.[4]